# Đầm Vạc
Đầm Vạc là một đầm nước thuộc thành phố Vĩnh Yên ở trung tâm tỉnh Vĩnh Phúc, Việt Nam. Đây là một đầm tự nhiên có nhiều nhánh, diện tích mặt nước là 255 ha và dung tích khoảng 8 triệu m³ nước. Đầm thông với sông Phan, một phụ lưu của sông Cà Lồ.
Đầm có vai trò cung cấp nước sinh hoạt, nước tưới nông nghiệp cho các hộ dân thành phố Vĩnh Yên và vùng lân cận. Trong đầm còn có nguồn lợi thủy sản phong phú với nhiều tôm cá, trong đó có đặc sản tép dầu Đầm Vạc nổi tiếng. Hiện khu vực ven đầm đã được đầu tư xây dựng các khu nghỉ dưỡng và sân golf.